# Церковь Смоленской иконы Божией Матери в Пулкове
Це́рковь Смоле́нской ико́ны Бо́жией Ма́тери в Пулкове — приходской православный храм в посёлке Шушары в Санкт-Петербурге. Относится к Пушкинскому (Царскосельскому) благочинию Санкт-Петербургской епархии Русской православной церкви.
Храм был построен в селе Пулкове в 1783—1785 годах по проекту Джакомо Кваренги, разрушен во время боёв за Пулковские высоты в 1943-м и воссоздан в 2011—2016 годах в 50 метрах выше по склону. Современное здание располагается на территории конгрессно-выставочного комплекса «Экспофорум».
Настоятель храма — иерей Даниил Василевский.

## История

### Ранние храмы
Первое упоминание о храме в «селе на Полколе» относится к 1500 году. По данным Писцовых книг здесь находилась церковь Рождества Пресвятой Богородицы, которая была уничтожена в XVII веке, в годы шведского владычества.
14 (25) октября 1749 года в Нижней Подгорной слободе села Большое Пулково архиепископом Феодосием (Янковским) была освящена деревянная церковь. В 1755—1757 годах храм был возобновлён после пожара и освящён 28 июля (8 августа) 1757 года епископом Сильвестром (Кулябкой). В новую церковь была перенесена часть икон с иконостаса Никольского придела Знаменской церкви из Царского Села. Храм был разобран в 1793 году.

### Каменная церковь
Решение о возведении нового, каменного, храма родилось, вероятно, в 1782 году, поскольку 2 (13) октября 1782 года Контора строения села Царского заключила контракт с подрядчиком Германом Афанасьевым, предусматривавший полную готовность храма к освящению к 1 (12) сентября 1784 года. 29 мая (10 июня) 1783 года Екатерина II определила место нового храма, который и был заложен 30 мая (11 июня) благочинным священником Стефаном Ивановым.
Храм строился по проекту архитектора Джакомо Кваренги на казённые средства, выделенные императрицей.
Церковь была торжественно освящена в 1785 году. В 1831 году в церковной ограде, ближе к тракту, была построена каменная часовня.
В 1908 году в храме был произведён ремонт.
Церковь была закрыта советскими властями в 1938 году. Здания храма и часовни были разрушены до основания в годы Великой Отечественной войны во время контрнаступления советских войск.
К началу 2011 года сохранились лишь фундаменты храма и находившегося рядом одноэтажного каменного причтового дома. При работах по восстановлению в подвале храма были найдены остовы кроватей и дымоход для «буржуйки». Остатки храма, вероятно, будут законсервированы.

### Восстановление храма
Летом 2009 года на фундаменте храма был установлен деревянный восьмиконечный поклонный крест. Тогда же, в связи с планами создания в этой местности конгрессно-выставочного центра «ЭкспоФорум», появился проект восстановления храма. 10 августа 2011 года на месте храма впервые был отслужен молебен.
14 сентября 2011 года в стороне от старого фундамента в основание храма был заложен первый камень. Закладку совершил епископ Петергофский Маркелл (Ветров) в сослужении протоиереев Виктора Московского и Геннадия Зверева и иерея Даниила Василевского. Новый храм является репликой первоначального здания и располагается на более высокой точке, чем изначально. Теперь он располагается на территории конгрессно-выставочного комплекса «ЭкспоФорум». По словам архитектора Рафаэля Даянова, старая церковь главенствовала над территорией, и здание в связи с изменением градостроительной ситуации пришлось переместить, чтобы оно не оказалось в ложбине. Проект строительства был разработан архитектурным бюро «Литейная часть-91». Строительство выполнила компания ООО «СМУ-837». 4 июля 2014 года были установлены и освящены кресты. По состоянию на май 2016 года, завершено внутреннее убранство храма, выполнены работы по благоустройству территории.

## Архитектура, убранство
Храм был построен в стиле классицизма. Его внешний вид соответствует увлечению императрицы Екатерины II «оживлением античности». Кваренги воплотил образ небольшого храма, ориентированного на раннехристианскую древность в представлении эпохи классицизма. По композиции, организации внутреннего пространства и декору фасадов храм очень близок построенным архитектором в то же время церквям: Вознесенской в Фёдоровском посаде и Преображенской в Московской Славянке. Сходство проектов такое, что исследователи не всегда были уверены в верности их атрибуции.
Храм имеет простой кубический объём с единым пространством, перекрытым широким цилиндрическим сводом. Здание покрыто четырёхскатной крышей без купола и шпиля. Западный фасад храма увенчан двумя квадратными башнями, в одной из которых располагалась колокольня. В здании три входа: центральный, северный и южный. Притвор был пристроен в 1823 году на средства петербургского купца Василия Семьянова и при воссоздании храма не был восстановлен. В нише алтарной апсиды расположена Смоленская икона Божией Матери, выполненная в темперной технике.
Угол здания для сдерживания распора сводов был усилен изнутри пилонами, что делает внутреннее пространство крестообразным. Боковые ниши внутри также перекрыты цилиндрическими сводами одинаковой высоты с основным продольным сводом, на их пересечении в центре храма образуется крестовый свод. Храм освещается через большие полуциркульные окна в верхней части ниш. Внутри стены храма золотистые, с белыми тягами, карнизами и филёнчатыми рамами. Под карнизом проходит орнаментальная полоса. Центральный свод (как и алтарный с западным) окрашены голубым цветом, по его сторонам — образы четырёх Евангелистов.
Церковь однопрестольная. На Горнем месте расположен образ Воскресения Христова. Четырёхъярусный иконостас белый с позолотой, восстановлен как копия первоначального, написанного по рисункам и указаниям Кваренги академиком живописи Императорской Академии художеств Иваном Акимовичем Акимовым. Вырезал первый иконостас в 1784—1785 годах мастер Франц Брюлло.
Среди святынь в храме до разрушения почитался напрестольный крест с мощами святых святителя Афанасия Цареградского, великомученицы Варвары, мученика Василия, святителя Григория Чудотворца, преподобного Никона Сухого, преподобного Тита Печёрского.

## Территория прихода
В начале XX века в приход входили:
- село Большое Пулково
- Каменка (район пересечения Пулковского шоссе и Кольцевой автомобильной дороги)[7]
- Катлино (местность к югу от Казанского кладбища)
- Пески (район Погорелово)[8]
- Подгорное Пулково (район пересечения Пулковского и Петербургского шоссе)
- Редкое Кузмино (улица Редкое Кузьмино посёлка Александровская)[7]
- Толмачёво (территория к востоку от Погорелово)

## Духовенство
| Настоятели церкви                                            | Настоятели церкви                                      |
| Даты                                                         | Настоятель                                             |
| ------------------------------------------------------------ | ------------------------------------------------------ |
| в 1749 году                                                  | священник Андрей Игнатьев                              |
| 1751—1760                                                    | священник Пётр Иевлевский                              |
| 1760—1776                                                    | священник Пётр Феодоров                                |
| 22 мая (2 июня) 1776 — июль 1785                             | священник Стефан Иоаннов (1734—после 1785)             |
| сентябрь 1785—1794                                           | священник Василий Васильев (1746—после 1794)           |
| 1794—1800                                                    | священник Иоанн Михайлов (1732—после 1800)             |
| 1800— август 1822                                            | священник Пётр Васильевич Осторожнов (1769—1822)       |
| 16 (28) июля 1822 — 4 (16) декабря 1866                      | священник Димитрий Георгиевич Молчанов (1800—1866)     |
| 8 (20) февраля 1867 — 30 декабря 1900 (11 января 1901)       | протоиерей Константин Иоаннович Хутынский (1843—1900)  |
| январь 1901 — август 1901                                    | священник Димитрий Григорьевич Тихомиров (1867—1901)   |
| 16 (29) октября 1901 — 7 (20) октября 1912                   | протоиерей Николай Петрович Зимнёв (1862—после 1919)   |
| 25 октября (7 ноября) 1912 — 20 декабря 1916 (2 января 1917) | священник Николай Николаевич Успенский (1875—1955)     |
| 31 декабря 1916 (13 января 1917) — апрель 1917               | священник Павел Павлович Какушадзе (1876—после 1917)   |
| 24 марта (6 апреля) 1917 — 1919?                             | священник Александр Димитриевич Старопольский (1877—…) |
| 6 июля 1919 — после июля 1923                                | протоиерей Николай Петрович Соколов (1876—…)           |
| 1923—1931                                                    | обнаружить сведений пока не удалось                    |
| ??? 1931 — 13 октября 1933                                   | священник Петр Петрович Вихров (1882—1933)             |
| 13 ноября 1933 — январь 1938                                 | протоиерей Александр Иоаннович Мошинский (1885—1955)   |
| 1938—2011                                                    | приход не существовал                                  |
| 2011 — настоящее время                                       | священник Даниил Александрович Василевский (род. 1976) |